# George Dempsey
George Dempsey (Cootamundra, Nova Gal·les del Sud, 11 d'agost de 1905 - Corona del Mar, Califòrnia, agost de 1985) fou un ciclista australià, professional des del 1925 fins al 1937. Va destacar en les curses de sis dies on va aconseguir tres victòries. Va participar en els Jocs Olímpics d'estiu de 1924.

## Palmarès
- 1925
  - 1r als Sis dies de Sydney (amb Ken Ross)
- 1933
  -  Campió dels Estats Units en Velocitat
- 1936
  - 1r als Sis dies d'Oakland (amb Lew Rush)
- 1937
  - 1r als Sis dies d'Oakland (amb Cecil Yates)